# Othmar Reiser
C. H. Othmar Reiser (Viena, 21 de dezembro de 1861 - 31 de março de 1936) foi um ornitólogo austríaco.
Reiser foi curador do Museu Zemaljski de Sarajevo, onde é possível ver sua coleção de aves da Península Balcânica (cerca de 10 mil espécimes).
Em 1903 ele participou de uma expedição da Academia Austríaca de Ciências para o nordeste do Brasil, durante a qual ele foi o primeiro a ararinha-azul em estado selvagem desde a sua descoberta original 84 anos antes.

## Obras
- Bericht über die Besichtigungen des Spix-Aras bei Paranaguá in Piauí während der Expedition der K.u.K Akademie der Wissenschaften im Jahre 1903
- Die VogelSammlung des bosnischhercegowin Landesmuseums in Sarajevo, Budapest (1891)
- Bericht über die botanische Ergebnisse meiner naturwissenschaftlichen Sammelreisen in Serbien in den Jahren 1899 u. 1900 (1905)
- Materialen zu einer Ornis Balcanica Annalen des Naturhistorischen Museums in Wien (1939)
- Die Vögel von Marburg an der Drau. Nebst Erinnerungen an den steierischen Ornithologen Eduard Seidensacher, Graz 1925.